# Canton du Sud Grésivaudan
Le canton du Sud Grésivaudan est une circonscription électorale française du département de l'Isère.

## Histoire
Un nouveau découpage territorial de l'Isère entre en vigueur à l'occasion des élections départementales de 2015. Il est défini par le décret du 18 février 2014, en application des lois du 17 mai 2013 (loi organique 2013-402 et loi 2013-403). Les conseillers départementaux sont, à compter de ces élections, élus au scrutin majoritaire binominal mixte. Les électeurs de chaque canton élisent au Conseil départemental, nouvelle appellation du Conseil général, deux membres de sexe différent, qui se présentent en binôme de candidats. Les conseillers départementaux sont élus pour 6 ans au scrutin binominal majoritaire à deux tours, l'accès au second tour nécessitant 12,5 % des inscrits au 1er tour. En outre la totalité des conseillers départementaux est renouvelée. Ce nouveau mode de scrutin nécessite un redécoupage des cantons dont le nombre est divisé par deux avec arrondi à l'unité impaire supérieure si ce nombre n'est pas entier impair, assorti de conditions de seuils minimaux. Dans l'Isère, le nombre de cantons passe ainsi de 58 à 29.
Le canton du Sud Grésivaudan est formé de communes des anciens cantons de Vinay (11 communes), de Pont-en-Royans (12 communes), de Saint-Marcellin (17 communes) et de Tullins (5 communes). Il est entièrement inclus dans l'arrondissement de Grenoble. Le bureau centralisateur est situé à Saint-Marcellin.

## Représentation
| Période élective | Période élective | Mandat | Mandat   | Identité        | Nuance | Nuance | Qualité |
| ---------------- | ---------------- | ------ | -------- | --------------- | ------ | ------ | --- |
| 2015             | 2021             | 2015   | 2021     | Laura Bonnefoy  |        | DVD    | Médecin retraitée, maire de Vinay (2008-2020) |
| 2015             | 2021             | 2015   | 2021     | Bernard Perazio |        | DVC    | Ancien maire d'Auberives-en-Royans Ancien conseiller général du Canton de Pont-en-Royans (1994-2015) Vice-Président chargé de la voirie, des réseaux d'eau, de l'assainissement et de l'électrification rurale |
| 2021             | 2028             | 2021   | en cours | Imen de Smedt   |        | DVC    | Adjointe au maire de Saint-Marcellin |
| 2021             | 2028             | 2021   | en cours | Bernard Perazio |        | DVC    | Conseiller sortant 6ème vice-président chargé des mobilités et de la construction publique |

### Résultats détaillés

#### Élections de mars 2015
À l'issue du 1er tour des élections départementales de 2015, trois binômes sont en ballottage : Laura Bonnefoy et Bernard Perazio (Divers, 33,88 %), Nicole Di Maria et André Roux (DVG, 28,2 %) et Yolande Reynaud et Valère Santana (FN, 27,13 %). Le taux de participation est de 53,74 % (16 019 votants sur 29 807 inscrits) contre 49,24 % au niveau départemental et 50,17 % au niveau national.
Au second tour, Laura Bonnefoy et Bernard Perazio (Divers) sont élus avec 42,79 % des suffrages exprimés et un taux de participation de 56,26 % (6 906 voix pour 16 788 votants et 29 840 inscrits).
Bernard Perazio est président du groupe "sans étiquette". Laura Bonnefoy est membre du même groupe.

#### Élections de juin 2021
Le premier tour des élections départementales de 2021 est marqué par un très faible taux de participation (33,26 % au niveau national). Dans le canton du Sud Grésivaudan, ce taux de participation est de 35,16 % (10 864 votants sur 30 895 inscrits) contre 31,88 % au niveau départemental. À l'issue de ce premier tour, deux binômes sont en ballottage : Imen de Smedt et Bernard Perazio (DVC, 54,2 %) et Brigitte Briel et Christophe Ghersinu (Union à gauche avec des écologistes, 25,51 %).
Le second tour des élections est marqué une nouvelle fois par une abstention massive équivalente au premier tour. Les taux de participation sont de 34,36 % au niveau national, 32,23 % dans le département et 34,51 % dans le canton du Sud Grésivaudan. Imen de Smedt et Bernard Perazio (DVC) sont élus avec 70,64 % des suffrages exprimés (7 097 voix pour 10 664 votants et 30 899 inscrits),,.

## Composition
Lors de sa création, le canton du Sud Grésivaudan comprenait quarante-cinq communes entières.
À la suite de la fusion de Dionay avec Saint Antoine l'Abbaye pour former une commune nouvelle au 1er janvier 2016, le canton compte désormais quarante-quatre communes.
| Nom                                     | Code Insee | Intercommunalité                            | Superficie (km2) | Population (dernière pop. légale) | Densité (hab./km2) | Modifier                                    |
| --------------------------------------- | ---------- | ------------------------------------------- | ---------------- | --------------------------------- | ------------------ | ------------------------------------------- |
| Saint-Marcellin (bureau centralisateur) | 38416      | CC Saint-Marcellin Vercors Isère Communauté | 7,81             | 7 705 (2022)                      | 987                | modifier les données · modifier les données |
| L'Albenc                                | 38004      | CC Saint-Marcellin Vercors Isère Communauté | 9,86             | 1 275 (2022)                      | 129                | modifier les données · modifier les données |
| Auberives-en-Royans                     | 38018      | CC Saint-Marcellin Vercors Isère Communauté | 5,07             | 369 (2022)                        | 73                 | modifier les données · modifier les données |
| Beaulieu                                | 38033      | CC Saint-Marcellin Vercors Isère Communauté | 8,79             | 630 (2022)                        | 72                 | modifier les données · modifier les données |
| Beauvoir-en-Royans                      | 38036      | CC Saint-Marcellin Vercors Isère Communauté | 2,10             | 96 (2022)                         | 46                 | modifier les données · modifier les données |
| Bessins                                 | 38041      | CC Saint-Marcellin Vercors Isère Communauté | 4,65             | 117 (2022)                        | 25                 | modifier les données · modifier les données |
| Chantesse                               | 38074      | CC Saint-Marcellin Vercors Isère Communauté | 5,83             | 393 (2022)                        | 67                 | modifier les données · modifier les données |
| Chasselay                               | 38086      | CC Saint-Marcellin Vercors Isère Communauté | 9,45             | 429 (2022)                        | 45                 | modifier les données · modifier les données |
| Châtelus                                | 38092      | CC Saint-Marcellin Vercors Isère Communauté | 12,30            | 94 (2022)                         | 7,6                | modifier les données · modifier les données |
| Chatte                                  | 38095      | CC Saint-Marcellin Vercors Isère Communauté | 22,81            | 2 476 (2022)                      | 109                | modifier les données · modifier les données |
| Chevrières                              | 38099      | CC Saint-Marcellin Vercors Isère Communauté | 16,62            | 737 (2022)                        | 44                 | modifier les données · modifier les données |
| Choranche                               | 38108      | CC Saint-Marcellin Vercors Isère Communauté | 10,63            | 140 (2022)                        | 13                 | modifier les données · modifier les données |
| Cognin-les-Gorges                       | 38117      | CC Saint-Marcellin Vercors Isère Communauté | 12,52            | 619 (2022)                        | 49                 | modifier les données · modifier les données |
| Cras                                    | 38137      | CC Saint-Marcellin Vercors Isère Communauté | 5,43             | 418 (2022)                        | 77                 | modifier les données · modifier les données |
| Izeron                                  | 38195      | CC Saint-Marcellin Vercors Isère Communauté | 17,19            | 781 (2022)                        | 45                 | modifier les données · modifier les données |
| Malleval-en-Vercors                     | 38216      | CC Saint-Marcellin Vercors Isère Communauté | 14,10            | 56 (2022)                         | 4,0                | modifier les données · modifier les données |
| Montagne                                | 38245      | CC Saint-Marcellin Vercors Isère Communauté | 8,78             | 273 (2022)                        | 31                 | modifier les données · modifier les données |
| Morette                                 | 38263      | CC Saint-Marcellin Vercors Isère Communauté | 6,27             | 360 (2022)                        | 57                 | modifier les données · modifier les données |
| Murinais                                | 38272      | CC Saint-Marcellin Vercors Isère Communauté | 8,22             | 408 (2022)                        | 50                 | modifier les données · modifier les données |
| Notre-Dame-de-l'Osier                   | 38278      | CC Saint-Marcellin Vercors Isère Communauté | 8,38             | 523 (2022)                        | 62                 | modifier les données · modifier les données |
| Pont-en-Royans                          | 38319      | CC Saint-Marcellin Vercors Isère Communauté | 2,90             | 809 (2022)                        | 279                | modifier les données · modifier les données |
| Presles                                 | 38322      | CC Saint-Marcellin Vercors Isère Communauté | 25,68            | 100 (2022)                        | 3,9                | modifier les données · modifier les données |
| Quincieu                                | 38330      | CC Saint-Marcellin Vercors Isère Communauté | 4,75             | 105 (2022)                        | 22                 | modifier les données · modifier les données |
| Rencurel                                | 38333      | CC Saint-Marcellin Vercors Isère Communauté | 34,63            | 349 (2022)                        | 10                 | modifier les données · modifier les données |
| La Rivière                              | 38338      | CC Saint-Marcellin Vercors Isère Communauté | 18,45            | 725 (2022)                        | 39                 | modifier les données · modifier les données |
| Rovon                                   | 38345      | CC Saint-Marcellin Vercors Isère Communauté | 11,82            | 613 (2022)                        | 52                 | modifier les données · modifier les données |
| Saint-André-en-Royans                   | 38356      | CC Saint-Marcellin Vercors Isère Communauté | 10,42            | 341 (2022)                        | 33                 | modifier les données · modifier les données |
| Saint Antoine l'Abbaye                  | 38359      | CC Saint-Marcellin Vercors Isère Communauté | 36,22            | 1 258 (2022)                      | 35                 | modifier les données · modifier les données |
| Saint-Appolinard                        | 38360      | CC Saint-Marcellin Vercors Isère Communauté | 10,76            | 403 (2022)                        | 37                 | modifier les données · modifier les données |
| Saint-Bonnet-de-Chavagne                | 38370      | CC Saint-Marcellin Vercors Isère Communauté | 15,18            | 659 (2022)                        | 43                 | modifier les données · modifier les données |
| Saint-Gervais                           | 38390      | CC Saint-Marcellin Vercors Isère Communauté | 13,15            | 534 (2022)                        | 41                 | modifier les données · modifier les données |
| Saint-Hilaire-du-Rosier                 | 38394      | CC Saint-Marcellin Vercors Isère Communauté | 16,42            | 1 934 (2022)                      | 118                | modifier les données · modifier les données |
| Saint-Just-de-Claix                     | 38409      | CC Saint-Marcellin Vercors Isère Communauté | 11,59            | 1 381 (2022)                      | 119                | modifier les données · modifier les données |
| Saint-Lattier                           | 38410      | CC Saint-Marcellin Vercors Isère Communauté | 18,17            | 1 468 (2022)                      | 81                 | modifier les données · modifier les données |
| Saint-Pierre-de-Chérennes               | 38443      | CC Saint-Marcellin Vercors Isère Communauté | 12,03            | 467 (2022)                        | 39                 | modifier les données · modifier les données |
| Saint-Romans                            | 38453      | CC Saint-Marcellin Vercors Isère Communauté | 17,04            | 1 849 (2022)                      | 109                | modifier les données · modifier les données |
| Saint-Sauveur                           | 38454      | CC Saint-Marcellin Vercors Isère Communauté | 9,42             | 2 108 (2022)                      | 224                | modifier les données · modifier les données |
| Saint-Vérand                            | 38463      | CC Saint-Marcellin Vercors Isère Communauté | 17,83            | 1 723 (2022)                      | 97                 | modifier les données · modifier les données |
| Serre-Nerpol                            | 38275      | CC Saint-Marcellin Vercors Isère Communauté | 13,16            | 315 (2022)                        | 24                 | modifier les données · modifier les données |
| La Sône                                 | 38495      | CC Saint-Marcellin Vercors Isère Communauté | 2,95             | 614 (2022)                        | 208                | modifier les données · modifier les données |
| Têche                                   | 38500      | CC Saint-Marcellin Vercors Isère Communauté | 5,03             | 599 (2022)                        | 119                | modifier les données · modifier les données |
| Varacieux                               | 38523      | CC Saint-Marcellin Vercors Isère Communauté | 18,48            | 864 (2022)                        | 47                 | modifier les données · modifier les données |
| Vatilieu                                | 38526      | CC Saint-Marcellin Vercors Isère Communauté | 9,22             | 367 (2022)                        | 40                 | modifier les données · modifier les données |
| Vinay                                   | 38559      | CC Saint-Marcellin Vercors Isère Communauté | 16,01            | 4 449 (2022)                      | 278                | modifier les données · modifier les données |
| Canton du Sud Grésivaudan               | 3823       |                                             | 548,12           | 41 933 (2022)                     | 77                 | modifier les données                        |

## Démographie
En 2022, le canton comptait 41 933 habitants, en évolution de +2,08 % par rapport à 2016 (Isère : +3,07 %, France hors Mayotte : +2,11 %).
| 2013   | 2018   | 2022   |
| ------ | ------ | ------ |
| 40 890 | 41 122 | 41 933 |